# جيف لويد
جيف لويد (بالإنجليزية: Geoff Lloyd)‏ هو مقدم برامج إذاعية ومقدم تلفزيوني بريطاني، ولد في 20 أبريل 1973 في ويثنغتون في المملكة المتحدة.

## وصلات خارجية
- الموقع الرسمي
- جيف لويد على موقع IMDb (الإنجليزية)
- جيف لويد على موقع ديسكوغز (الإنجليزية)